# Isoetes acadiensis
Isoetes acadiensis là một loài dương xỉ trong họ Isoetaceae. Loài này được Kott mô tả khoa học đầu tiên năm 1981.